# Siejmczan
Siejmczan (ros. Сеймчан) – osiedle typu miejskiego w azjatyckiej części Rosji, w obwodzie magadańskim na rosyjskim Dalekim Wschodzie.
Leży nad rzeką Siejmczan w pobliżu jej ujścia do Kołymy; ok. 350 km na północ od Magadanu.
Osiedle liczyło 9963 mieszkańców w spisie z 1989, ale już tylko 3725 w spisie z 2002 i 2818 w spisie z 2010. Stanowi ośrodek przemysłu spożywczego i drzewnego. Posiada połączenie drogowe z Magadanem poprzez odgałęzienie Traktu Kołymskiego. Pobliskie sioło Kołymskoje, położone 5 km na południowy wschód od Siejmczanu, funkcjonuje jako port rzeczny na Kołymie. Znajdujące się pomiędzy nimi cywilno-wojskowe lotnisko Siejmczan z zadbaną 1620-metrową asfaltobetonową drogą startową w czasie II wojny światowej pełniło rolę ogniwa w rozprowadzaniu amerykańskiej pomocy dla ZSRR w ramach programu Lend-Lease Act.
15 września 2007 z lotniska Siejmczan wystartował należący do straży leśnej śmigłowiec Mi-8 odbywający rejs komercyjny z 6 osobami w tym z dwoma polskimi turystami, który podczas lotu w okolice rzeki Burgali rozbił się na stoku góry Suruktach ze stratą wszystkich osób na pokładzie oprócz ciężko poparzonego dowódcy.